# High Off Life
| Совокупная оценка    | Совокупная оценка |
| Источник             | Оценка            |
| -------------------- | ----------------- |
| Album of the Year    | 59/100            |
| Metacritic           | 68/100            |
| Оценки критиков      |                   |
| Источник             | Оценка            |
| Beats Per Minute     | 60%               |
| The Daily Telegraph  | [ 4 ]             |
| Entertainment Weekly | B–                |
| Exclaim!             | 7/10              |
| NME                  | [ 7 ]             |
| Pitchfork            | 7.1/10            |
| Rolling Stone        | [ 9 ]             |

High Off Life — восьмой студийный альбом американского хип-хоп-исполнителя и музыкального продюсера Фьючера (Future), выпущенный 15 мая 2020 года на лейблах Freebandz и Epic.

## История
Альбом получил положительные отзывы музыкальной критики и интернет-изданий и дебютировал на первом месте американского хит-парад Billboard 200 с тиражом 153,000 альбомных эквивалентных единиц (включая 16,000 чистых продаж альбома). Это седьмой чарттоппер Фьючера в США.
High Off Life дебютировал на первом месте британского хит-парада UK Albums Chart с тиражом 4,000 единиц. Это стало для Фьючера его высшим достижением в Великобритании.

## Синглы
Первый альбомный сингл «100 Shooters» при участии американских рэперов Meek Mill и Doe Boy вышел 12 июля 2019 года. Музыкальное видео для песни «100 Shooters» вышло 22 августа 2019 года.
Второй альбомный сингл «Last Name» при участии американского рэпера Lil Durk вышел 15 ноября 2019 года. Музыкальное видео для песни «Last Name» вышло 20 ноября 2019 года.
Третий сингл «Life Is Good» при участии канадского рэпера Дрейка вышел 10 января 2020 года одновременно с музыкальным видео к нему. Песня достигла второго места Billboard Hot 100.
Музыкальное видео для песни «Tycoon» вышло 27 марта 2020 года. В качестве четвёртого сингла она вышла 1 апреля 2020 года в виде цифровых загрузок. Песня достигла 76-го места в хит-параде Billboard Hot 100.
«Trillionaire» при участии американского рэпера YoungBoy Never Broke Again появилась на радио Rhythmic contemporary выходит 26 мая 2020 года в качестве пятого сингла с альбома.

### Промосинглы
Ремикс песни «Life Is Good» при участии Дрейка и американских рэперов DaBaby и Lil Baby вышел 15 февраля 2020 года в качестве первого промосингла.

## Список композиций
По данным с альбома и Tidal.
| №                   | Название                                                       | Автор(ы)                                                                              | Продюсеры                                       | Длительность |
| ------------------- | -------------------------------------------------------------- | ------------------------------------------------------------------------------------- | ----------------------------------------------- | ------------ |
| 1.                  | «Trapped in the Sun»                                           | Нейведиус Уилберн                                                                     | Will-A-Fool                                     | 3:21         |
| 2.                  | «HiTek Tek»                                                    | Уилберн Jacob Canady                                                                  | ATL Jacob Omar Guetfa [a]                       | 3:02         |
| 3.                  | «Touch the Sky»                                                | Уилберн Joshua Luellen                                                                | Southside Max Lord [a]                          | 2:24         |
| 4.                  | «Solitaires» (при участии Трэвиса Скотта)                      | Уилберн Жак Уэбстер Wesley Glass                                                      | Wheezy                                          | 3:25         |
| 5.                  | «Ridin Strikers»                                               | Уилберн Leland Wayne Luellen Canady Ugur Tig                                          | Southside ATL Jacob Cubeatz Vou                 | 3:45         |
| 6.                  | «One of My»                                                    | Уилберн                                                                               | ATL Jacob                                       | 2:22         |
| 7.                  | «Posted with Demons»                                           | Уилберн                                                                               | DJ Spinz TrellGotWings [a] Shades [a] Okami [a] | 3:09         |
| 8.                  | «Hard to Choose One»                                           | Уилберн Luellen Tig                                                                   | Southside Vou                                   | 3:13         |
| 9.                  | «Trillionaire» (при участии YoungBoy Never Broke Again)        | Уилберн Kentrell Gaulden Aaron Wright                                                 | Teezyi                                          | 2:47         |
| 10.                 | «Harlem Shake» (при участии Young Thug)                        | Уилберн Jeffery Williams Glass                                                        | Wheezy                                          | 2:28         |
| 11.                 | «Up the River»                                                 | Уилберн Willie Byrd                                                                   | Will-A-Fool                                     | 3:09         |
| 12.                 | «Pray for a Key»                                               | Уилберн Bryan Simmons                                                                 | TM88 Too Dope [ 23 ] Yung Icey                  | 2:53         |
| 13.                 | «Too Comfortable»                                              | Уилберн Luellen Tig                                                                   | Southside Vou                                   | 3:56         |
| 14.                 | «All Bad» (при участии Lil Uzi Vert)                           | Уилберн Symere Woods                                                                  | Brandon Finessin Outtatown                      | 3:27         |
| 15.                 | «Outer Space Bih»                                              | Уилберн Dwan Avery Cedric Jobe, Jr.                                                   | DY LeftyDaProducer                              | 2:55         |
| 16.                 | «Accepting My Flaws»                                           | Уилберн Luellen Kevin Gomringer Tim Gomringer                                         | Southside Cubeatz                               | 4:19         |
| 17.                 | «Life Is Good» (при участии Дрейка)                            | Уилберн Дрейк Darius Hill Ozan Yildirim Mathias Liyew                                 | D. Hill OZ Ambezza                              | 3:57         |
| 18.                 | «Last Name» (при участии Lil Durk)                             | Уилберн Durk Banks Avery Morgan O'Connor                                              | DY O'Connor                                     | 3:28         |
| 19.                 | «Tycoon»                                                       | Уилберн Avery Glass                                                                   | DY Wheezy Riko Spazzin                          | 3:21         |
| 20.                 | «100 Shooters» (при участии Meek Mill and Doe Boy)             | Уилберн Robert Williams Cotrell Dennard Brytavious Chambers K. Gomringer T. Gomringer | Tay Keith Cubeatz                               | 3:28         |
| 21.                 | «Life Is Good» (Remix) (при участии Дрейка, DaBaby и Lil Baby) | Уилберн Graham Hill Yildirim Liyew Jonathan Kirk Dominique Jones Maudell Watkins      | D. Hill OZ Ambezza                              | 5:14         |
| Общая длительность: | Общая длительность:                                            | Общая длительность:                                                                   | Общая длительность:                             | 70:03        |

Замечание
- ↑  сопродюсер

## Чарты
| Чарт (2020)                         | Высшая позиция |
| ----------------------------------- | -------------- |
| Австралия (ARIA)                    | 15             |
| Бельгия/Фландрия (Ultratop)         | 14             |
| Бельгия/Валлония (Ultratop)         | 21             |
| Нидерланды (Album Top 100)          | 7              |
| Финляндия (Suomen virallinen lista) | 43             |
| Германия (Offizielle Top 100)       | 38             |
| Ирландия (Irish Albums Chart)       | 15             |
| Италия (FIMI)                       | 15             |
| Норвегия (VG-lista)                 | 18             |
| Швеция (Sverigetopplistan)          | 57             |
| Великобритания (UK Albums Chart)    | 5              |
| США Billboard 200                   | 1              |

## Сертификации
| Регион | Сертификация | Продажи |
| --- | ------------ | ------- |
| США (RIAA) | Золотой      | 500 000 |
| * Данные о продажах приведены только на основе сертификации. · ^ Данные о тиражах приведены только на основе сертификации. · Данные о продажах + прослушиваниях приведены только на основе сертификации. |              |         |